# Cadan Murley
Cadan Murley (Frimley, Inglaterra, 31 de julio de 1999) es un jugador profesional inglés de rugby que se desempeña en la posición de centro interior en Harlequins FC, equipo perteneciente a la liga Premiership Rugby.

## Carrera
En 2017 comenzó su carrera deportiva con el equipo Harlequins FC, donde lleva jugando siete temporadas. En la temporada 2023-2024, jugó cinco partidos en la Copa de Campeones Europeos de Rugby.